# Grüner Milchstern
Der Grüne Milchstern (Ornithogalum boucheanum (Kunth) Asch.) oder Bouché-Milchstern ist eine Pflanzenart aus der Familie der Spargelgewächse (Asparagaceae).

## Beschreibung
Der Grüne Milchstern ist eine ausdauernde, krautige Zwiebelpflanze, die Wuchshöhen von meist 10 bis 50 Zentimetern erreicht. Die Flügel auf der Innenseite der Staubfäden unter dem Staubbeutel weisen einen Zahn auf. Perigonblätter sind zugespitzt und außen lauchgrün. Der Fruchtknoten ist kegelförmig und so lang wie der Griffel.
Die Blütezeit reicht von April bis Mai.
Die Chromosomenzahl beträgt 2n = 28 oder auch 56.

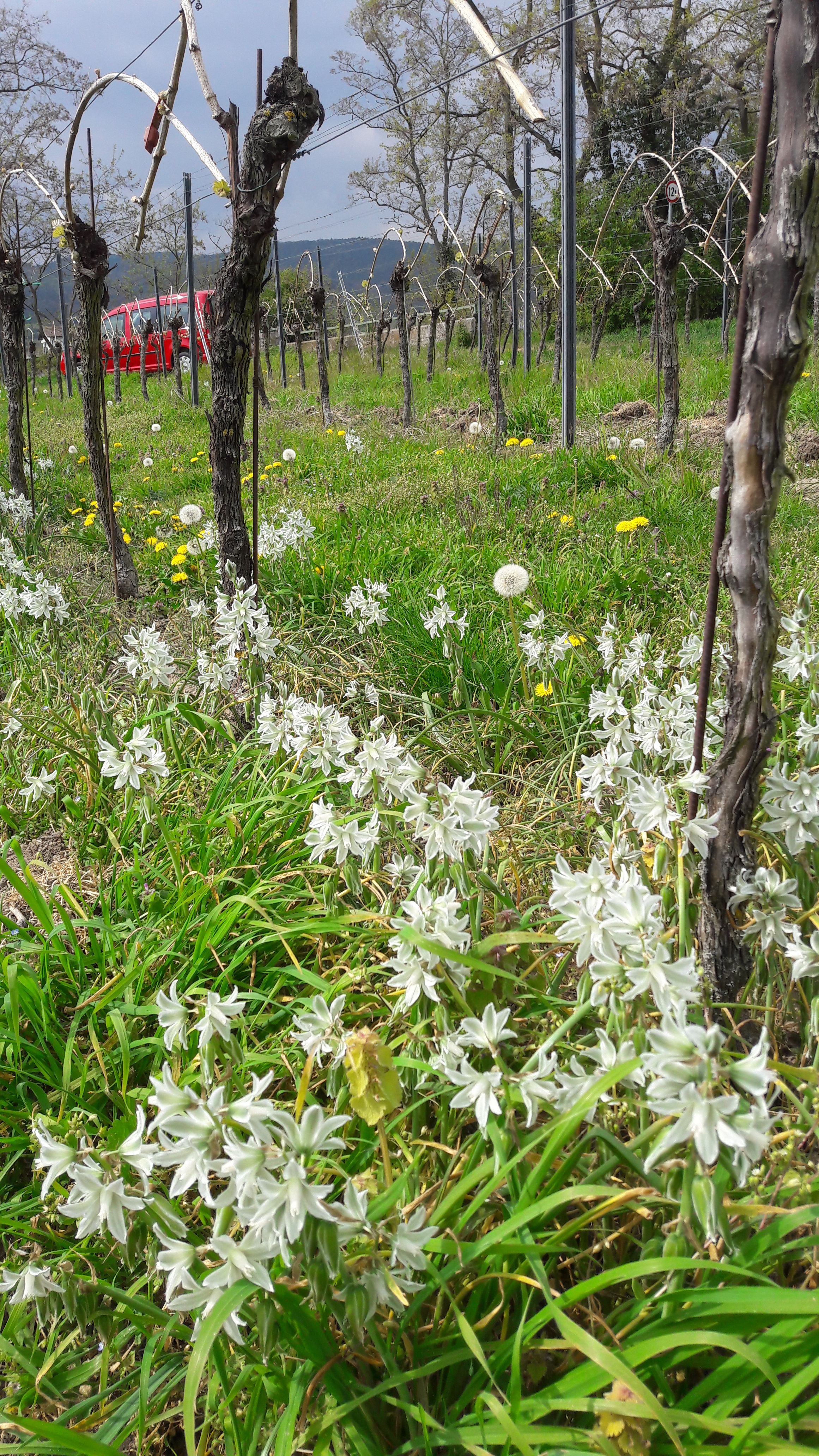
Große Vorkommen in der Pfalz bei Deidesheim in den Weinbergen

## Vorkommen
Der Grüne Milchstern kommt in der Ukraine, auf dem nördlichen Balkan, in Rumänien, in Ungarn, in der Slowakei und in Österreich vor. Sein Verbreitungsgebiet reicht von Mitteleuropa bis zum nördlichen Kaukasus.  
Die Art wächst in lichten Trockenwäldern, in Waldsteppen und auf Äckern. In Zentral-Europa wurde sie lokal eingebürgert.
Große Vorkommen gibt es in der Pfalz bei Deidesheim unter den Weinreben, auffällig während der Blüte im Frühjahr.

## Taxonomie
Der Grüne Milchstern wurde 1843 als Myogalum boucheanum von Karl Sigismund Kunth in  Enum. Pl. 4: 348 (1843) erstbeschrieben. Die Art wurde 1866 von Paul Friedrich August Ascherson in  Oesterr. Bot. Z. 16: 192 (1866) als Ornithgalum boucheanum (Kunth) Asch. in die Gattung Ornithogalum gestellt. Ornithogalum boucheanum (Kunth) Asch. hat auch die Synonyme Ornithogalum nutans subsp. boucheanum (Kunth) K.Richt. oder Honorius boucheanus (Kunth) Holub.

## Nutzung
Der Grüne Milchstern wird nur noch selten als Zierpflanze genutzt. Er ist seit Anfang des 19. Jahrhunderts in Kultur.